# نبرد لوئس
نبرد لوئس (انگلیسی: Battle of Lewes) یکی از دو بخش اصلی نبرد شناخته شده از سری جنگ‌های داخلی انگلستان با عنوان دومین نبرد بارون‌ها می‌باشد، این نبرد در لوئس ساسکس و به تاریخ ۱۴ مارس ۱۲۶۴ روی داد، نبرد لوئس به عنوان مهم‌ترین بخش از زندگی سیمون دو مونتفورد شناخته می‌شود و پیروزی وی در این نبرد باعث شد تا پادشاه انگلستان موسوم به هنری سوم در حقیقت یک پادشاه در سایه باشد، هنری سوم قلعه لوئیس و صومعه لوئس را که دژی ایمن بود به قصد متعهد کردن و در انقیاد درآوردن بارون‌ها در نبرد ترک کرد و این تاکتیک او در ابتدا موفقیت‌آمیز نشان می‌داد، فرزند او پرنس ادوارد که بعدها مشهور به ادوارد یکم گردید توانست به وسیلهٔ یورش سواره‌نظام دست به مسیریابی بخشی از ارتش بارون‌ها بزند، با این حال ادوارد اقدام به اجرای تاکتیک شخصی خودش نمود و به اشتباه نیروهای هنری را بلادفاع و بدون نیروی سواره‌نظام گذاشت، هنری در این زمان مجبور شد دست به یک حملهٔ از پیش شکست خورده بزند و با یک حملهٔ پیاده‌نظامش تا تپه‌های اوفام پیشروی کرد، همان جایی که از نیروی بارون‌ها که در حال دفاع از تپه و در حقیقت مواضع دست‌بالای جبههٔ نبرد بودند شکست خورد، نیروهای سلطنتی به ناچار به سمت قلعه و صومعهٔ لوئس عقب نشستند و پادشاه هنری، در این زمان چاره‌ای جر امضای پیمان لوئس نداشت، قراردادی که بر طبق آن بسیاری از اختیارات خود را به مونتفورد تفویض کرد.

## نگارخانه

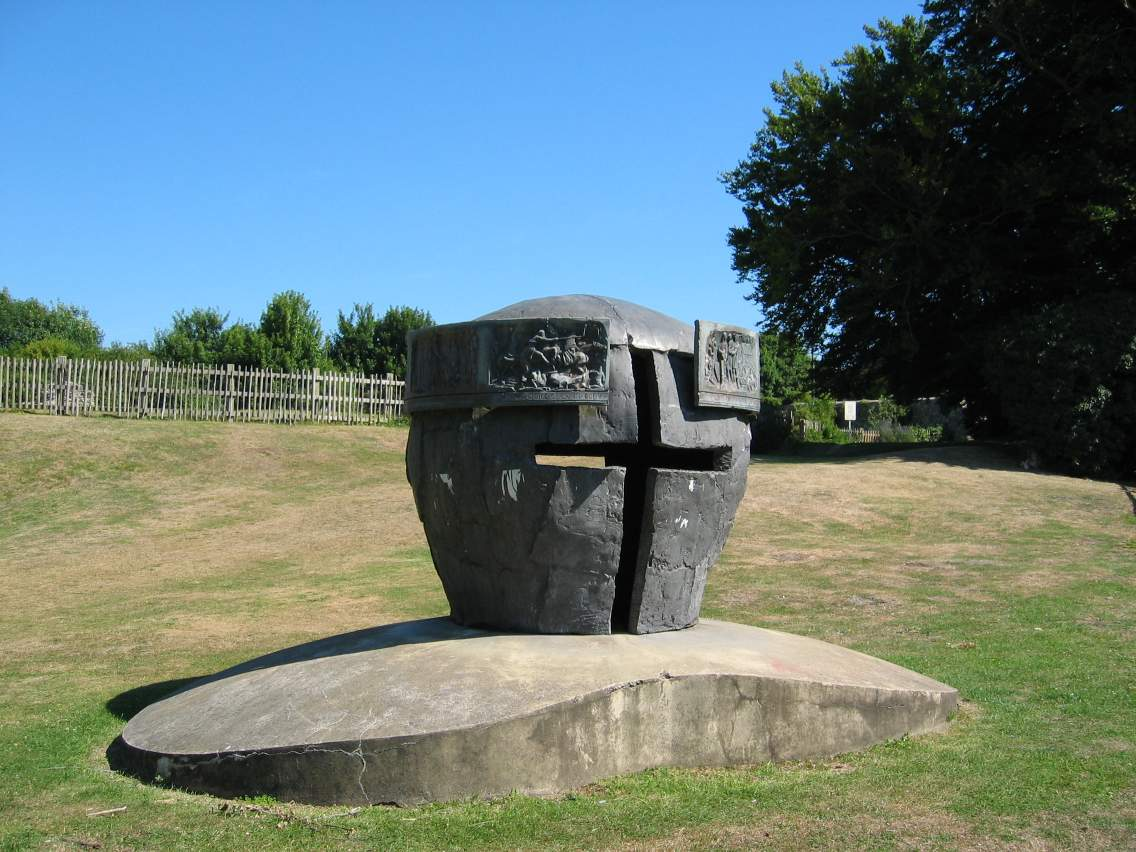
تندیس یادبود نصب شده در میدان نبرد لوئس